# What If We
What If We var Maltas bidrag til Eurovision Song Contest 2009 i Moskva.
Sangen blev fremført af Chiara, som i Eurovision Song Contest 1998 indtog tredjepladsen og kom på andenpladsen med sangen Angel i Eurovision Song Contest 2005.
| Musik | Spire Denne musikartikel er en spire som bør udbygges. Du er velkommen til at hjælpe Wikipedia ved at udvide den. |